# Cophixalus concinnus
Cophixalus concinnus är en groddjursart som beskrevs av Tyler 1979. Cophixalus concinnus ingår i släktet Cophixalus och familjen Microhylidae. IUCN kategoriserar arten globalt som akut hotad. Inga underarter finns listade i Catalogue of Life.